# HD110380
HD110380 — хімічно пекулярна зоря спектрального класу F0, що має видиму зоряну величину в смузі V приблизно  3,6.
Вона  розташована на відстані близько 38,6 світлових років від Сонця.

## Фізичні характеристики
Зоря HD110380 обертається 
порівняно повільно 
навколо своєї осі. Проєкція її екваторіальної швидкості на промінь зору становить  Vsin(i)= 23км/сек.

## Магнітне поле
Спектр даної зорі вказує на наявність магнітного поля у її зоряній атмосфері.
Напруженість повздовжної компоненти поля оціненої з аналізу
крил ліній Бальмера
становить  270,0± 260,0 Гаус.